# NASDAQ OMX Riga

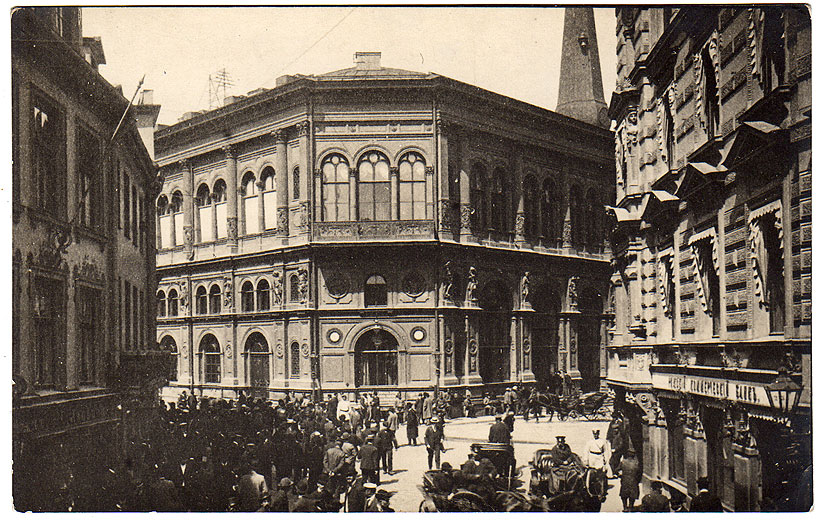
Börse in Riga, ca. 1900–1915

Nasdaq OMX Riga ist der Name der Wertpapierbörse in Riga, die einzige Börse in Lettland.
Geführt wird die Börse von NASDAQ OMX Group, die auch die Börsen in Helsinki (Helsinki Stock Exchange) und Stockholm (Stockholm Stock Exchange) betreibt. Die OMX-Börsengruppe ist mit Geschäftstätigkeiten in den meisten baltischen und nordischen Ländern tätig.

## Notierte Unternehmen
Offizielle Liste
| Name                     | Symbol | Aktienverteilung |
| ------------------------ | ------ | --- |
| AS "Grindeks”            | GRD1R  | Kirovs Lipmans 33,29 % Anna Lipmane 16,69 % Hansapank AS Clients account 14,20 % Vitālijs Gavrilovs 11,30 % Skandinavska Enskilda Banken 8,60 % Streubesitz 15,92 %                                                           |
| AS Latvijas Gāze         | GZE1R  | E.ON Ruhrgas International 47,20 % Gazprom 34,00 % Itera Latvija 16,00 % Streubesitz 2,80 % |
| AS “Latvijas kuģniecība” | LSC1R  | AS Ventspils nafta 49,94 % AS INTERNATIONAL BALTIC INVESTMENTS LTD 27,55 % VAS Valsts sociālās apdrošināšanas aģentūra 10,00 % Streubesitz 12,51 %                                                                            |
| AS “Olainfarm”           | OLF1R  | SIA Olmafarm 46,43 % Juris Savickis 25,03 % Hansapank clients account 7,34 % Streubesitz 21,20 % |
| AS “SAF Tehnika”         | SAF1R  | Hansapank AS Clients Account 23,12 % Didzis Liepkalns 17,05 % Skandinavska Enskilda Banken AB Clients Account 10,47 % Andrejs Grišāns 10,03 % Normunds Bergs 9,74 % Juris Ziema 8,71 % Vents Lācars 6,08 % Streubesitz 2,29 % |
| AS “Ventspils nafta”     | VNF1R  | Euromin Holdings (Cyprus) Limited 47,89 % AS Latvijas Naftas Tranzīts 37,98 % Streubesitz 14,13 % |

Einfache Liste
- Latvijas Balzams (BAL1R)
- Ditton (DPK1R)
- Liepājas Metalurgs (LME1R)
- Olainfarm (OLF1R)
- Riga kugu buvetava (RKB1R)
- Valmiera Stikla Skiedra (VSS1R).

## Indizes
Der primäre Index der Börse ist der OMX Riga Index.

## Mitgliedschaften
Sie ist Teil der:
- Sustainable Stock Exchanges Initiative